# Azzano (Spoleto)

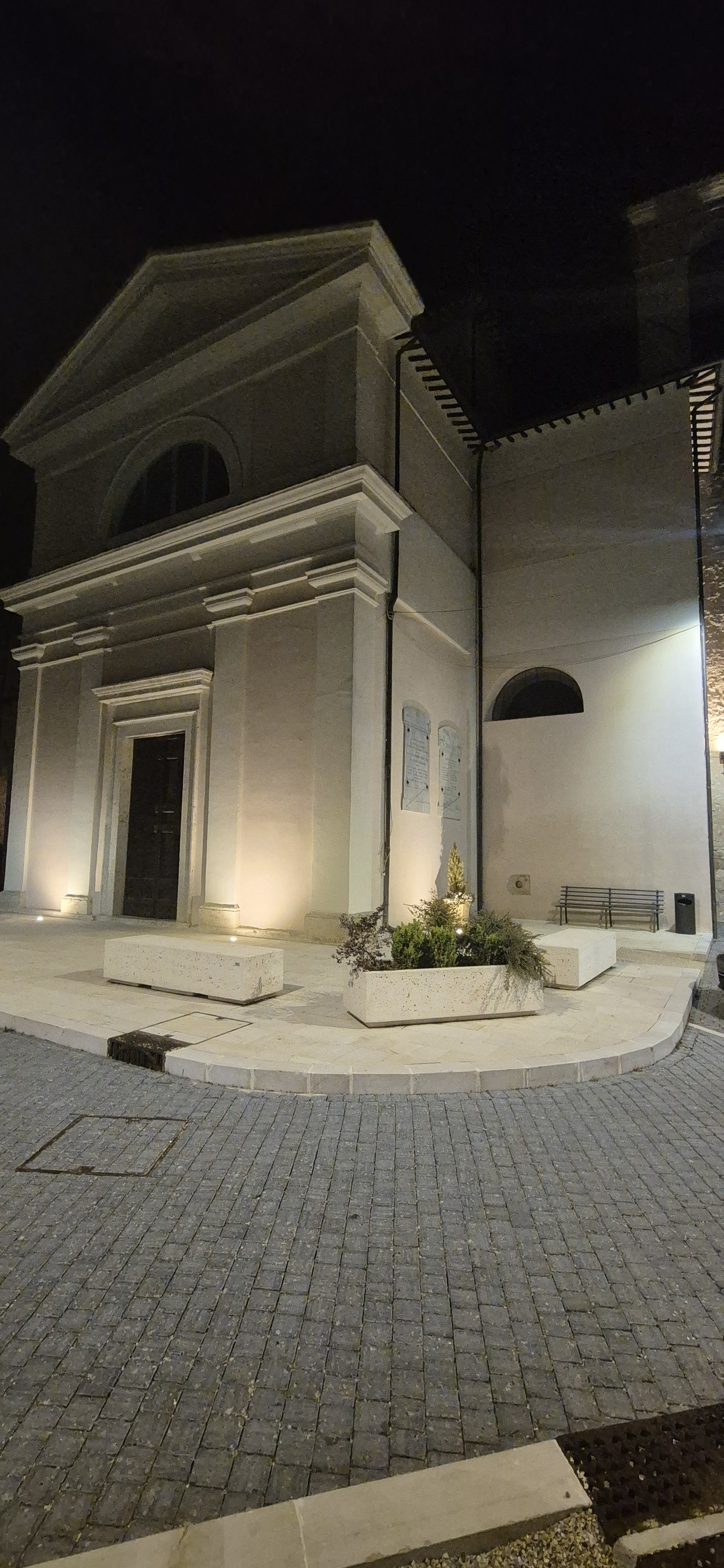
Chiesa di San Lorenzo e Caterina

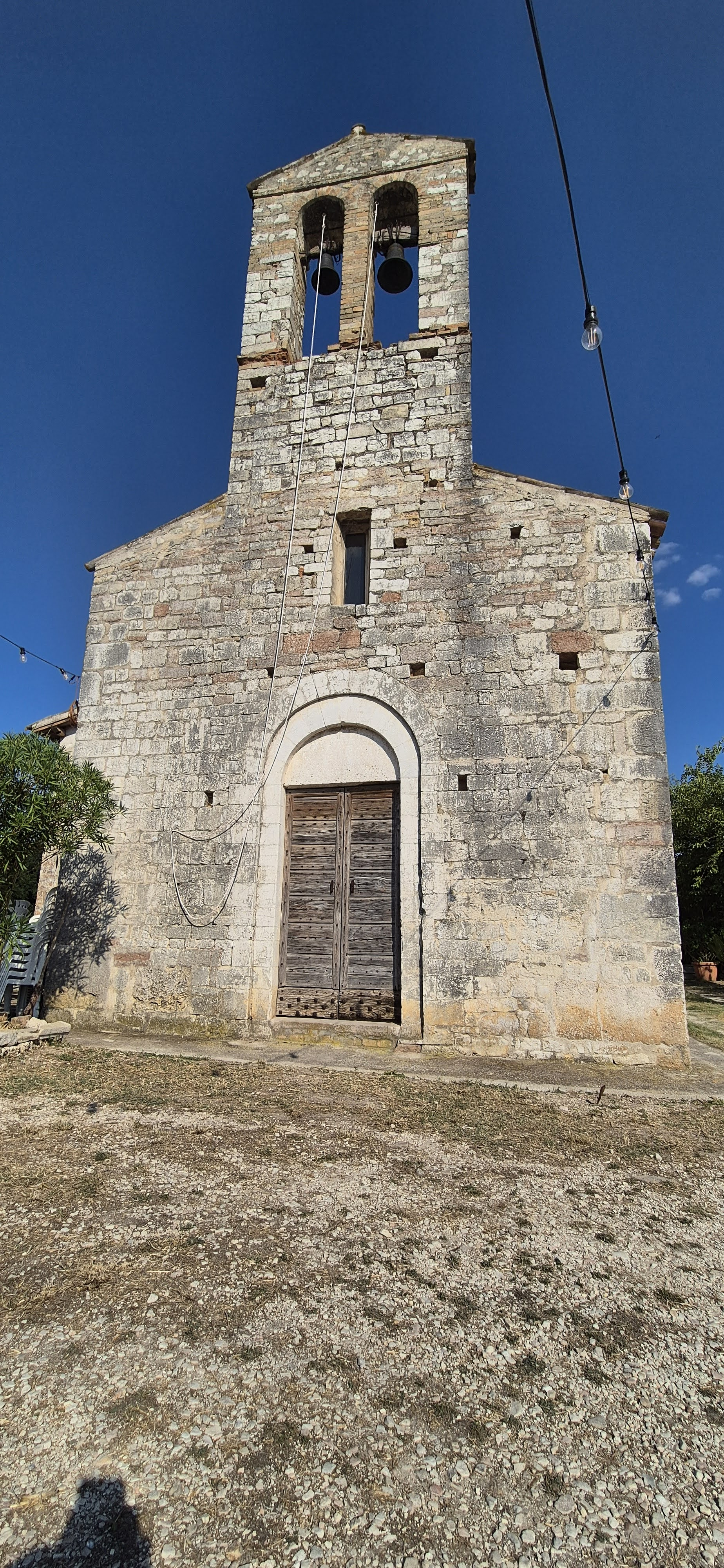
Chiesa di San Lorenzo

Azzano è una frazione del comune di Spoleto, in provincia di Perugia, posta ad una altitudine di 239 m s.l.m. ed abitata da 103 residenti (dati Istat, 2001  dawinciMD - Consultazione dati del 14º Censimento Generale della Popolazione e delle Abitazioni (archiviato dall'url originale il 27 ottobre 2020)).
Consta nel nucleo più antico di un castello, probabilmente eretto intorno al 1375, dopo l'espulsione e la strage dei Ghibellini da Spoleto, evento che rese necessaria la fortificazione di alcune ville del piano.
"Anno postea dñi MCCCLV, Gibellini expulsi fuerunt, magnaque eorum clades fuit. Inter eos postmodum pax a Pontice facta est; quae fuit fracta anno dñi MCCCLXXV, et tunc iterum Gibellini subversi fuerunt; quorum magna pars exilio damnata; assiduis incursionibus civitatis opes, atque agros attriverat. Guelfi vero, ut agri tutius colerentur, plures villas muris, et agros turribus munierunt . Loca munita fuere pagus Beroitae, Sancti Britii, Poggioli, Poretae, Egii, Sancti Jacobi Aschiti, Azzani."
"1378. [...]La ditta Ciptà de Spoliti intrattanto, essendo la parte de fore (26), recevì tanti danni et uccisiuni et caristie dalle compagnie che conducianu li estiti de Spuliti, et le castella rebelle, et le grandi gravezze dentro per le grandi spese per se [pag.115] guire la guerra, et li prisciuni che ne forti riscossi ad Acquasparte et in multi altri lochi, che Spuliti venne in granne miseria, et li contadini non potenno lavorare, né possedere lu contade, advisarse (27) de fare cierte castella et fortezze per lu contà ad resistere alle dicte fortune, et nellu dictu tempu quasi per spatio di V o VJ anni de po la dicta rotta de Spuliti, fo principiatu lu castellu in Beroite, San Brizzu, lu Pugiolu, Poreta, Egi, Sanctu Jaco d’Aschitu, Azanu, Prodotte, Cispianu, Morgnanu, Sanctu Angiru de Cicianu, Busanu, Petrognanu, Meggiana, Sanctu Jaco de Poreta, et quasi tuttu lu contà de Spoliti fo riduttu a castella, turri ovvero fortezze, et Bazanu se fo l’altru, et Sanctu Jaco de Poreta (28) più, si che fra X o XIJ anni fuoru comenzate quasi tutte, et ciò fo tutto a parte gelfa"
FRAMMENTI DEGLI ANNALI DI SPOLETO DI PARRUCCIO ZAMPOLINI DAL 1305 AL 1424
Nel 1087 il Conte Monaldo dona al monastero di Sassovivo ciò che ha nel distretto di Azzano. Viene citata una chiesa di San Pietro di Azzano, attualmente ignota, in un atto del 16 dicembre 1213 nel quale il vescovo di Spoleto si riserva lo ius episcopale di tale chiesa rispetto al monastero di Sassovivo che mantiene lo ius patronato.
Nel 1216 Il Duca Diepoldo acquista Azzano da Foligno, dopo un contenzioso territoriale con Foligno. Nel 1414, intorno al 26 Giugno, le truppe di Ladislao, Re di Napoli, devastano il territorio di Azzano. Fallito l'assalto a Spoleto, le truppe tornano a Azzano a mietere, trebbiare e anche a tagliar le viti e fare altri danni.
In una pergamena del 1241 della cancelleria di Federico II, conservata presso l'Archivio di Spoleto, attesta l’impegno dell'Imperatore alla restituzione dei castelli del Ducato di Spoleto. 
A seguito di una vasta ribellione dei castelli contro Spoleto, cui partecipò anche Azzano, il Cardinale Legato Vitelleschi, con una legge del 18 Febbraio 1440, disponeva che gli abitanti dei castelli del piano, fabbricati da sessant’anni in poi, fossero tenuti ad abbattere le mura, entro il termine di tre mesi dalla data del decreto, tornando ad essere ville aperte.
Lo stesso stabiliva una multa di venticinque mila ducati, da corrispondere per metà al comune e per metà alla camera apostolica, per ogni castello che non avesse eseguito l’ordine e una multa di cinquantamila fiorini per chi vi avesse ricostruito fortificazioni.
All’ordine non fu però data esecuzione, perché il comune di Spoleto deliberò poi per la conservazione dei castelli.
È compreso nell’elenco dei castelli del distretto spoletino nel 1490, ed era tra i più popolosi.
Nel 1489 fornì 10 fanti a Spoleto per la conquista del castello di Frenfano, vicino Cascia, che fu demolito dalle fondamente. Riformagioni (An. 1490. 30 dicembre fogl. 413).
Nel 1762 viene citata dal barone Antonio Ancajani come la più importanze zona di produzione di canapa, di ottima qualità, concimata dallo stabbio raccolto dalle torri colombaie, molto diffuse nel territorio. Infatti non è per l'allevamento che venivano costruite, bensì per la raccolta del cosiddetto stabbio palombino, che unito a una tecnica di coltivazione particolare garantiva eccellenti raccolti.  Altrettanto importante appariva la produzione di vino, che veniva "esportato" nelle città vicine. 
Nel 1799 con utili provvedimenti gli edili stretti un giorno da pressante necessità mandarono trenta soldati francesi insieme ad alcune guardie nazionali in Azzano, nel cantone cosiddetto rurale, a requisire vino e paglia.
Nel 1801, "All'osteria della Bianca, Lorenzo Musti per gelosia della moglie, uccise con un'archibugiata Giacomo Belloni di Azzano"
L'interno del castello è stato oggetto di ampi restauri nelle parti più antiche che ne hanno ripristinato il vecchio abitato, sovrapposto alle parti moderne purtroppo realizzate senza alcun legame stilistico.
La Chiesa di San Lorenzo e Caterina, frutto di un ampliamento ottocentesco di un'originale costruzione medievale, già modificata nel Seicento, è opera dell'architetto Luigi Landini di Cingoli e abbellita da tele del pittore spoletino Giovanni Catena. Può dirsi tra le ultime chiese del comprensorio spoletino edificate secondo lo stile elegante dell'Ottocento, con un'ampiezza per le dimensioni del paese che faceva presagire un grande sviluppo dell'abitato, come poi non avvenne. Nel Censimento del 1921 infatti risultano 613 residenti. Il campanile sfrutta l'originale torre d'accesso al castello, e le scanalature sulla facciata lasciano capire che il castello era dotato di fossato e ponte levatoio. Altra traccia del fossato è nel pavimento della chiesa che si è avvallato nel punto in cui il fossato fu coperto per ampliare l'edificio.
Nel luglio 2010 sono iniziati i lavori all'interno della chiesa, che hanno riportato alla luce le fondazioni delle mura dell'edificio originario, con un lacerto di affresco tre-quattrocentesco e altri brandelli di riutilizzo di successive decorazioni secentesche. Il 1º novembre 2014 alle ore 10.30 la chiesa è stata inaugurata dall'Arcivescovo di Spoleto Renato Boccardo. il 19 maggio 2024 è stata inaugurata la nuova pavimentazione della piazza e dell'area interna al castello. Nella cappella annessa al transetto sinistro, una pala di Gian Domenico Mattei con l'Incoronazione della Vergine, firmata e datata 1687. Inoltre, murata e coperta successivamente da un mobile, è tornata alla luce una piccola Pietà del tipo vesperbild ancora completamente da studiare.
Davanti alla ex scuola elementare erano stati piantati, negli anni '20 del 1900 undici cipressi, uno per ciascun caduto della Prima Guerra Mondiale. 
Un uso tipicamente locale vuole che quando le campane suonino per un morto si fermino una volta per un uomo, due per una donna. Quindi, per esempio, se è un uomo, suonano a morto, si fermano per un minuto, poi riprendono un'altra volta. Se è una donna, dopo  un minuto suonano un'altra volta.
Nei dintorni vi sono le chiese di San Lorenzo, che presenta affreschi del 1488 opera di Jacopo Zabolino, e già citata fin dal 1178 come patrimonio del monastero di Bovara, la chiesa della Madonna del Soccorso, di impianto romanico e interno seicentesco, e la diruta chiesa di San Donato. Merita menzione la piccola chiesa-edicola di Santa Lucia, interamente affrescata nel '500, delle cui decorazioni rimangono ormai brandelli appena leggibili.
Poco più a nord il mulino ad acqua della Torre d'Azzano, un gioiello ancora funzionante mosso da forza idraulica, che macinava grano.
Fa parte dell'associazione degli Azzano d'Italia, undici fra comuni e frazioni che portano nel loro nome il termine Azzano e che hanno i cittadini che si chiamano azzanesi: Azzano d'Asti, Azzano Decimo, Azzano Mella, Azzano San Paolo, Castel d'Azzano e sei frazioni tra cui questa.
Tra la fine di luglio e l'inizio di agosto, veniva regolarmente organizzata, dal 1980, la festa "Il Folklore degli Azzano", fino al 2008, ultima edizione.

## Galleria d'immagini

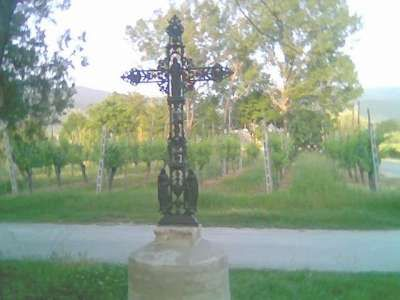
La croce in ferro nella piazza di Azzano.
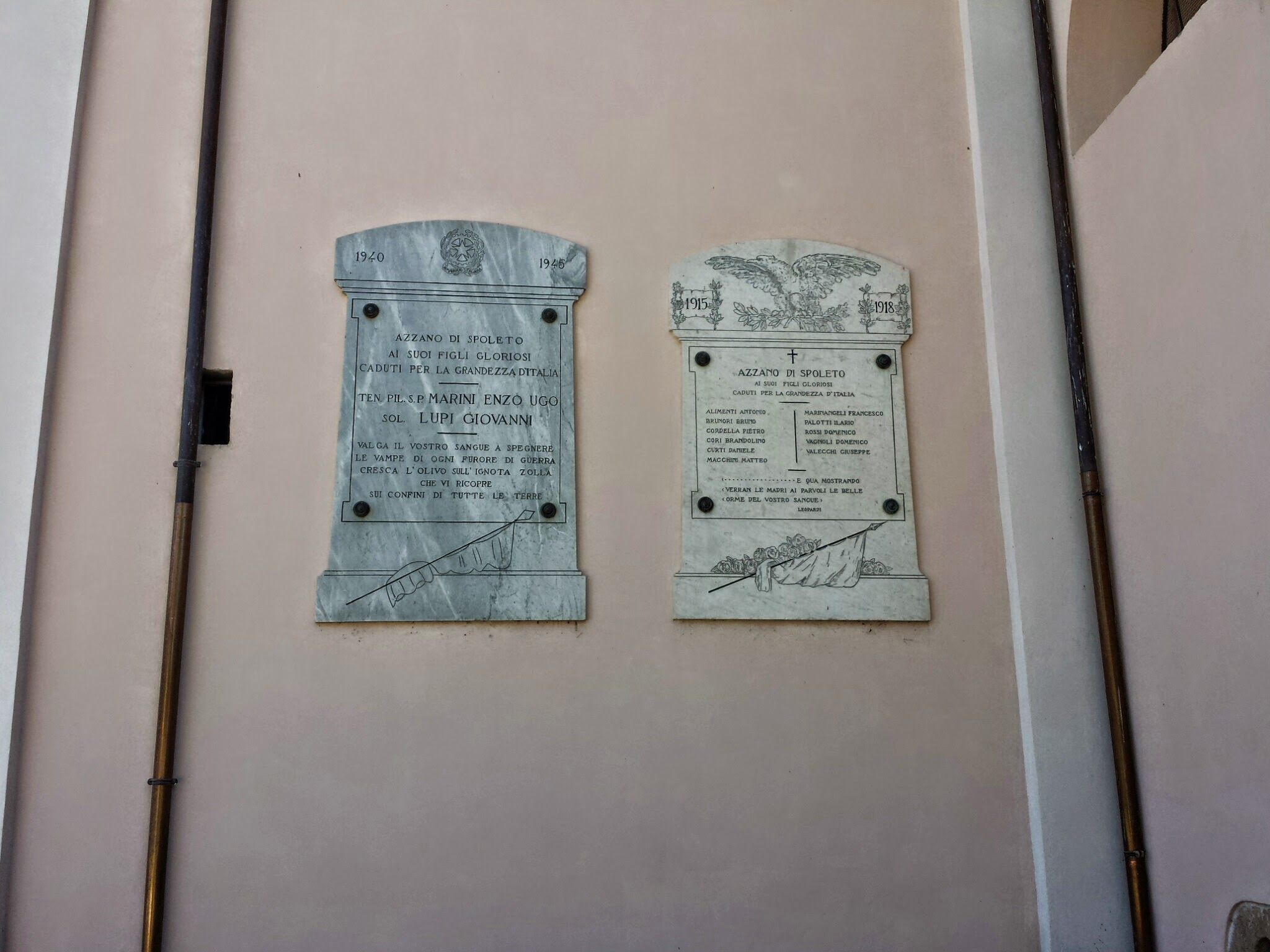
Lapidi dei caduti di Azzano nelle due guerre mondiali
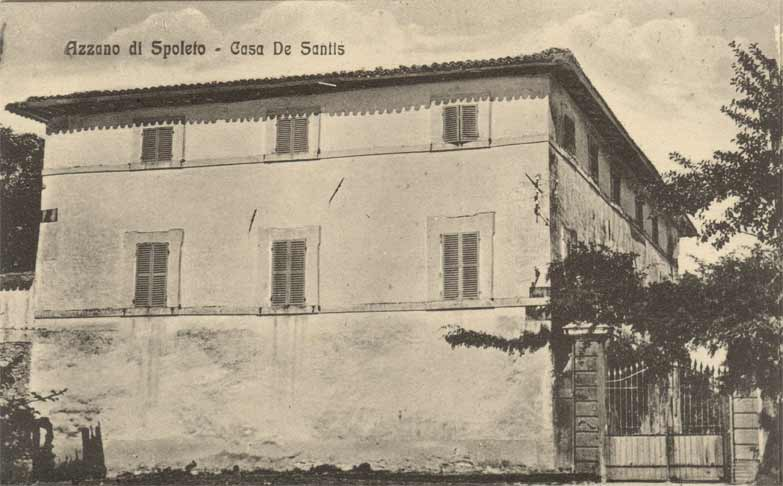
Casa De Santis ad Azzano.
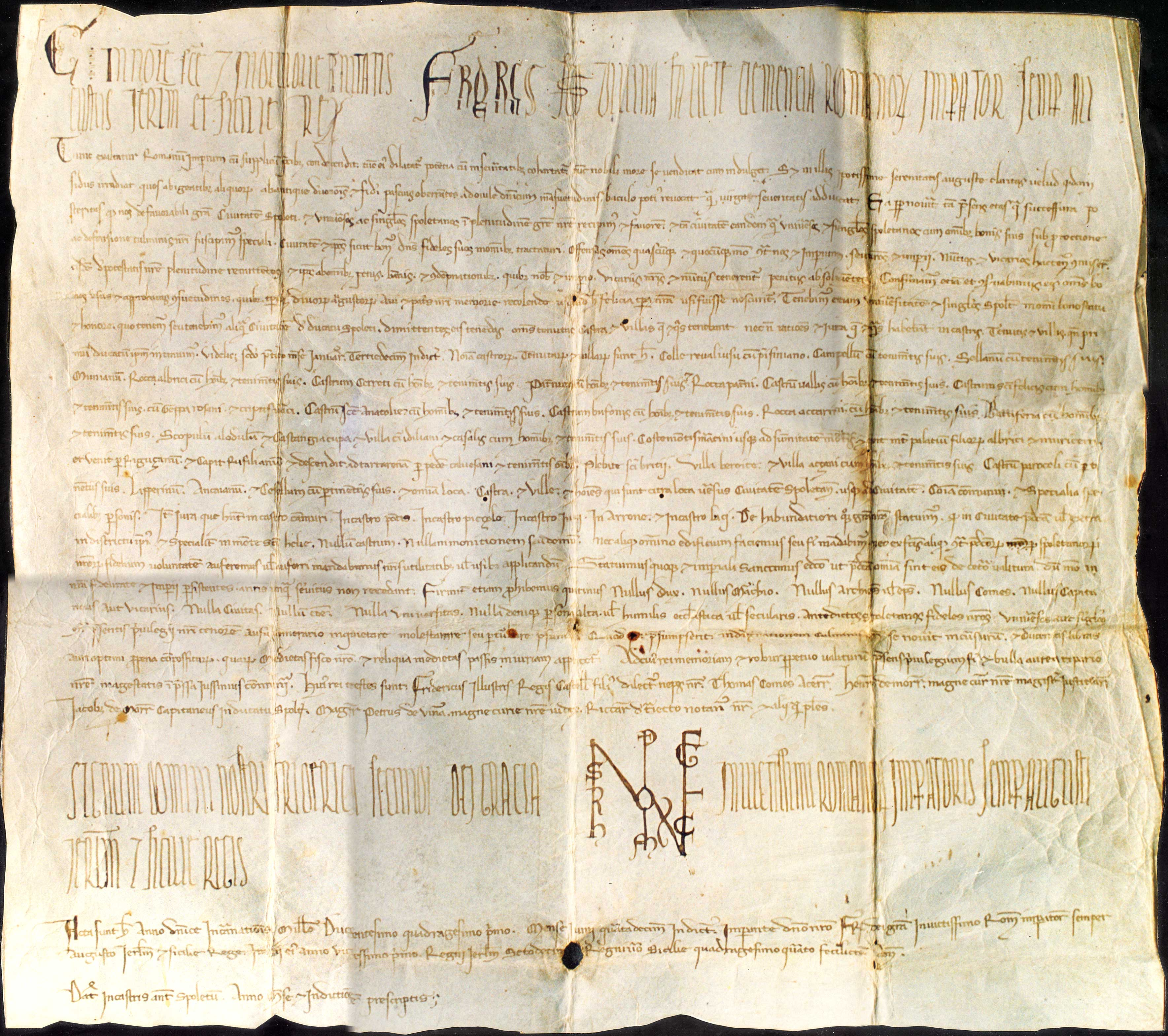
Pergamena di Federico II, 1241, che cita la Villa di Azzano
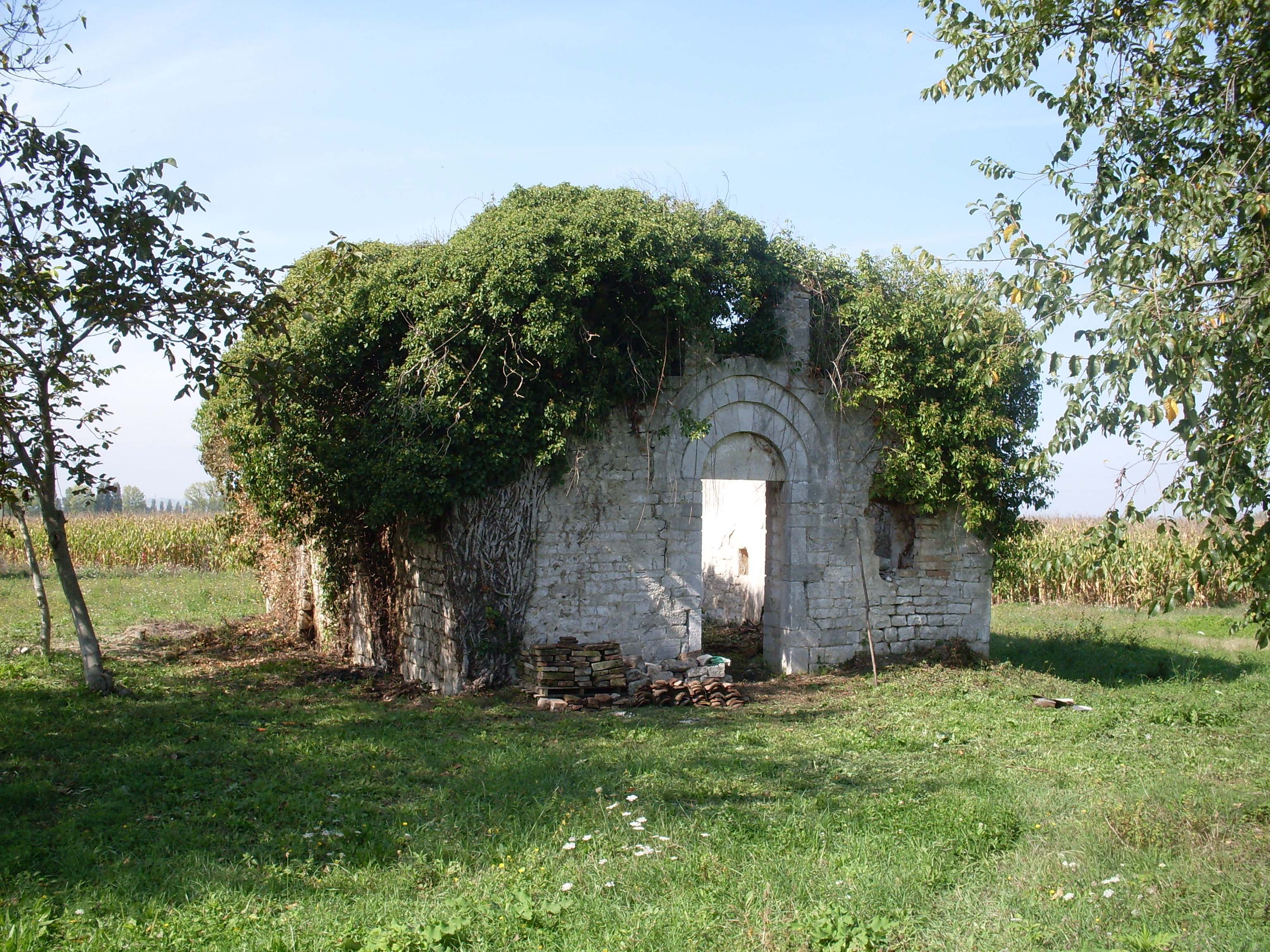
Chiesa di San Donato ad Azzano
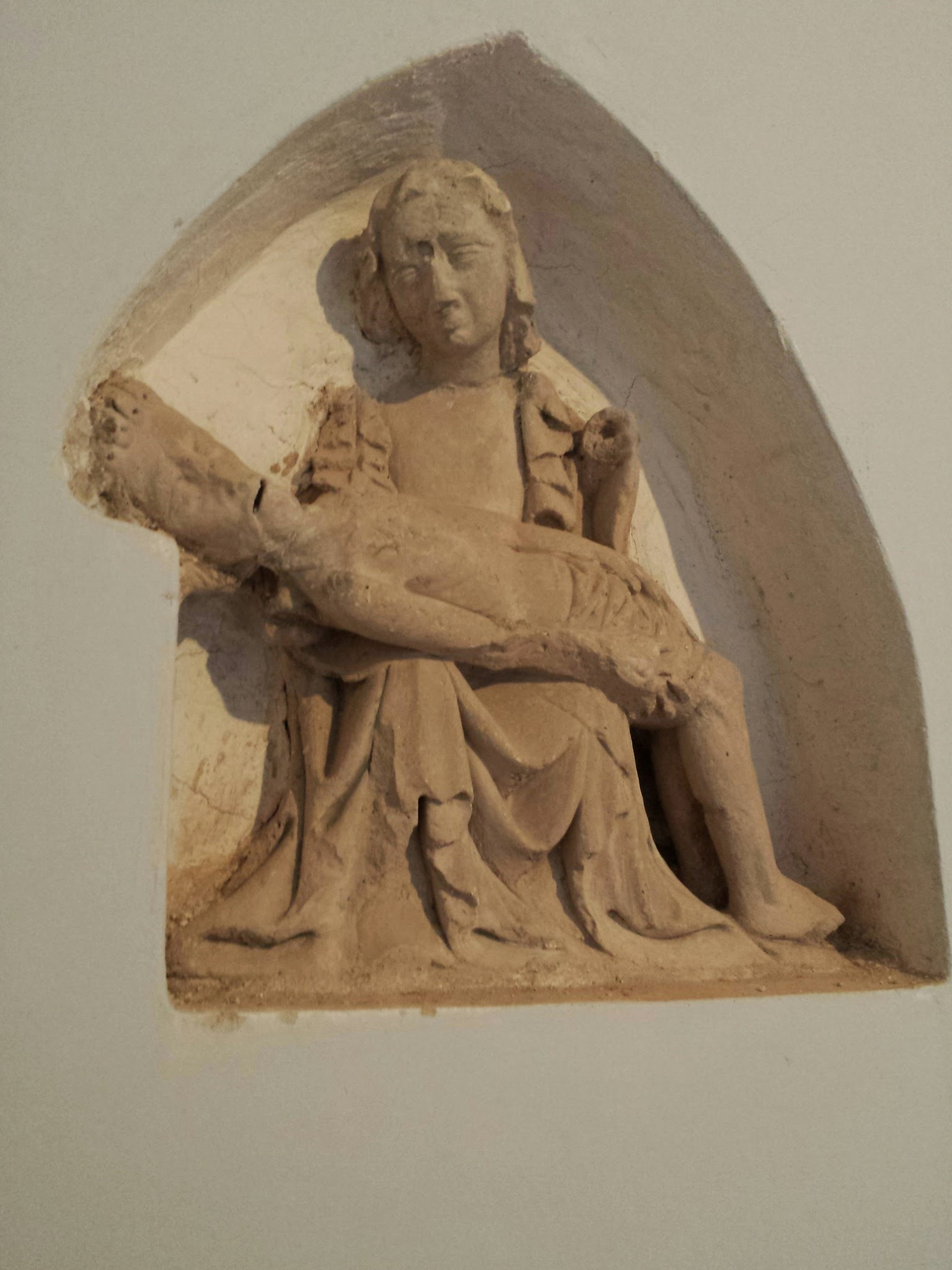
Madonna tipo Vesperbild della chiesa di San Lorenzo e Caterina in Azzano di Spoleto
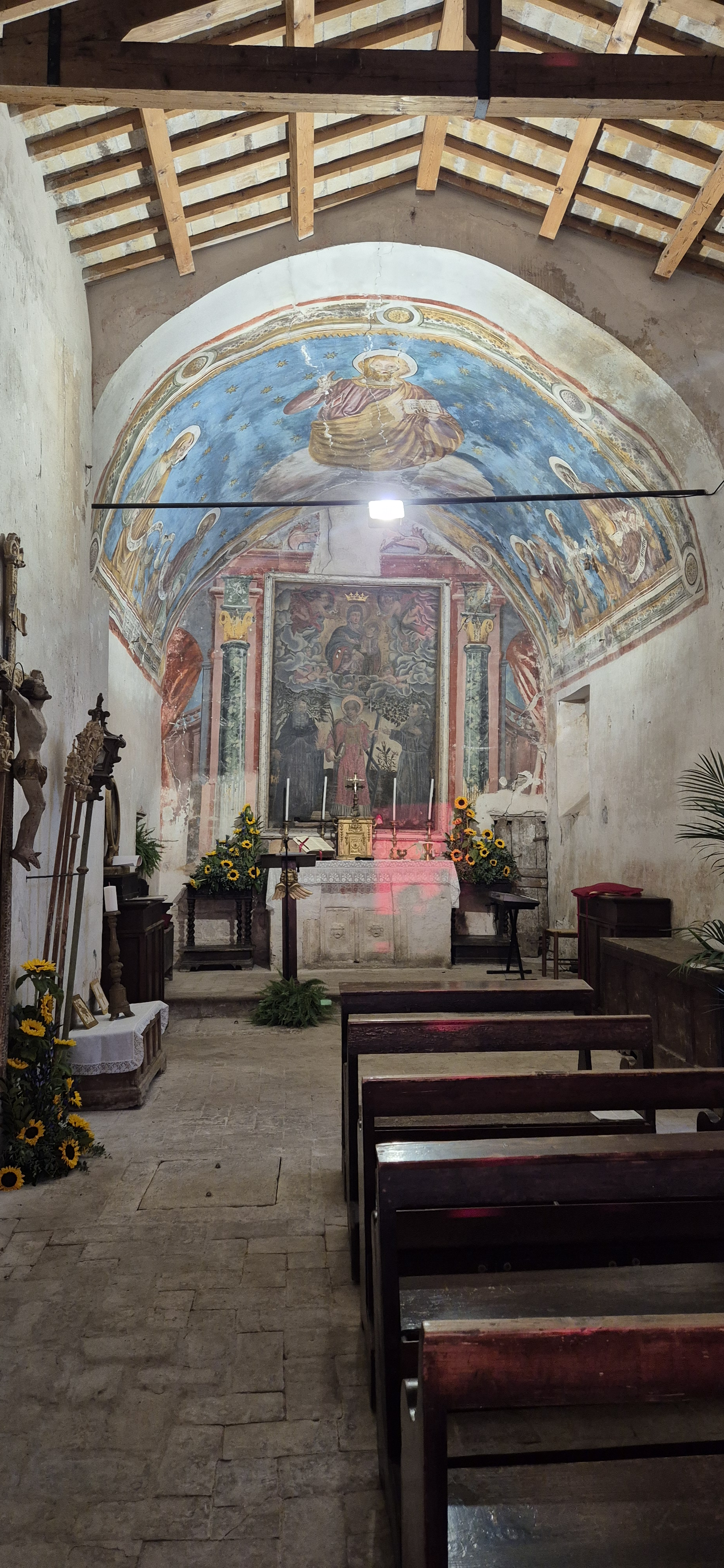
Interno San Lorenzo
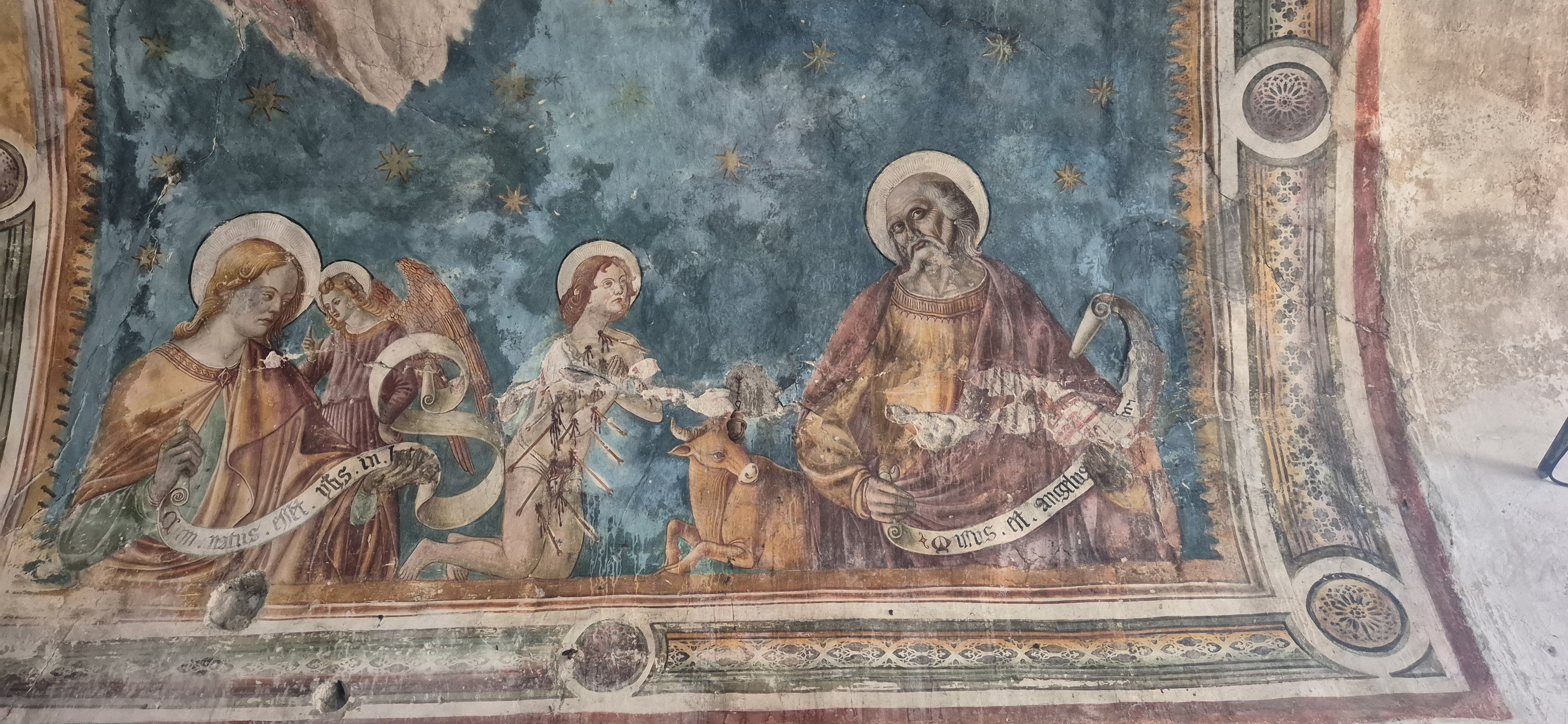
Affresco volta San Lorenzo - Evangelisti Matteo e Luca. San Sebastiano nel mezzo
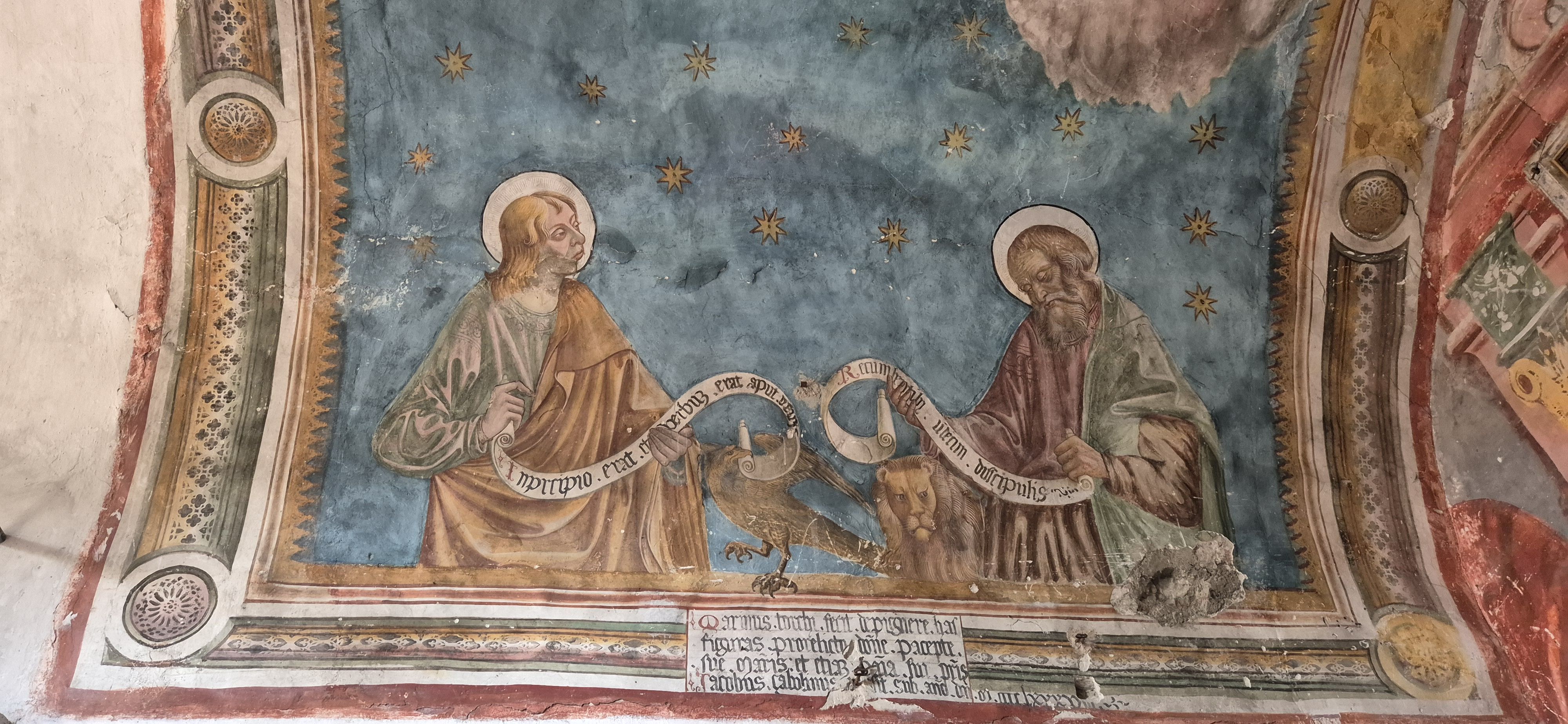
Affresco volta San Lorenzo - Evangelisti Giovanni e Marco
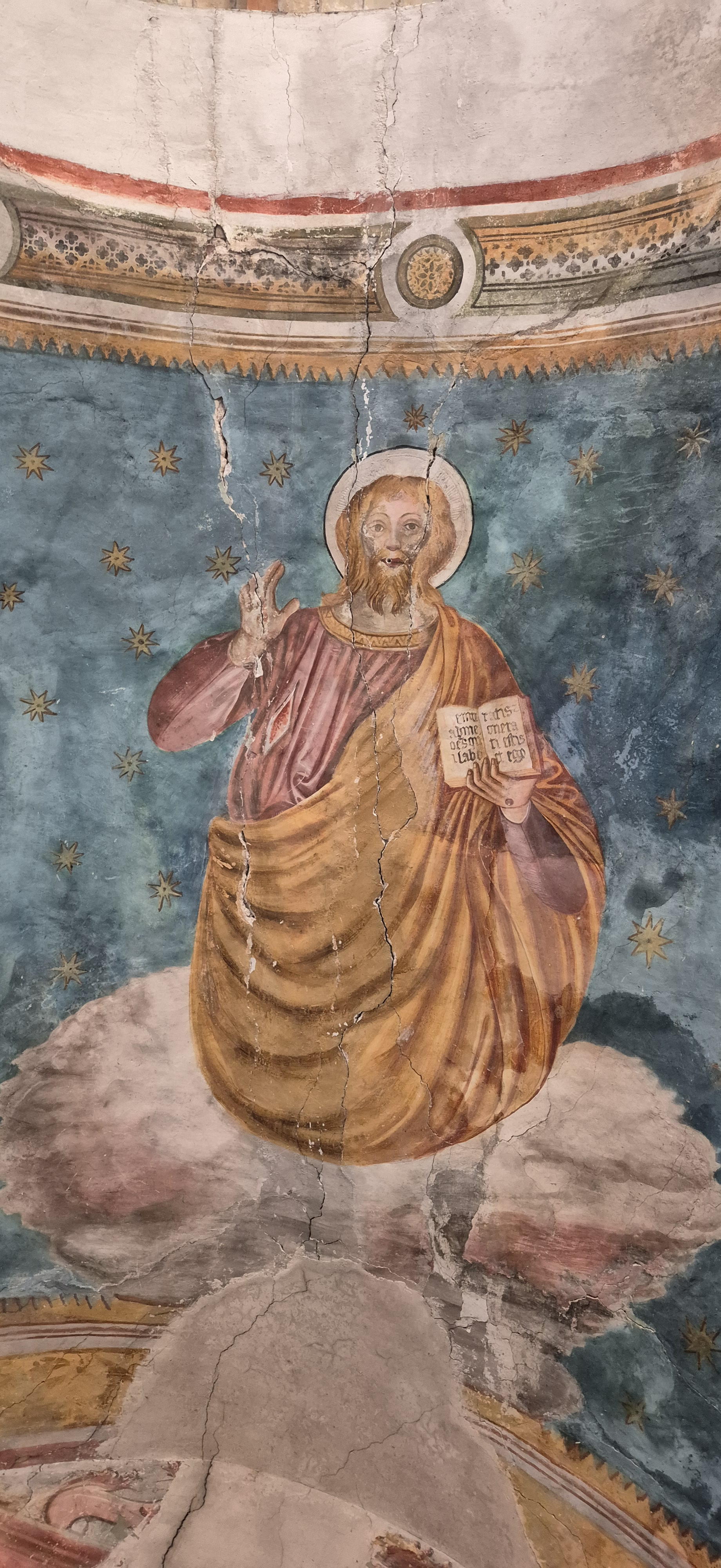
Affreschi volta San Lorenzo - Cristo benedicente - nel libro, la frase "Venite ad me, omnes, qui laboratis et onerati estis, et ego" - Venite a me, voi tutti che siete affaticati e oppressi, e io vi ristorerò